# شاه‌توت (صالح‌آباد)
شاه توت (تربت جام)، روستایی از توابع بخش صالح‌آباد شهرستان تربت جام در استان خراسان رضوی ایران است.

## جمعیت
این روستا در دهستان باغ کشمیر قرار دارد و براساس سرشماری مرکز آمار ایران در سال ۱۳۸۵، جمعیت آن ۵۳۲ نفر (۱۱۲خانوار) بوده‌است.